# プジョー・ジェットフォース
プジョー・ジェットフォース(Peugeot JetForce)は、フランスのプジョー・モトシクルが製造･販売するスクーターである。125cc4サイクルエンジンを搭載しており、日本の法規上は小型自動二輪車となる。国内には、日本にあわせて仕様を変更したものが正規輸入されている。
フランスでは50ccのものもあるが、日本には正規輸入されていない。

## 諸元
- シャーシ - ダブルチューブフレーム（DPF)
- ボディ材質 - ポリプロピレン
- Fサスペンション - ハイドロリックテレスコピック
- Rサスペンション - ハイドロリックシングルショックアブソーバー
- タイヤサイズ - F:130/60-13、R:140/60-13
- フロントブレーキ - ディスク226mm2POTキャリパ（2×22mm）
- リヤブレーキ - ディスク210mm対向2POTキャリパ（2×30mm）
- エンジン形式 - プジョー製4サイクル単気筒
- 排気量 - 124.8cc
- 最高出力 - 9kw/8700rpm
- ボア&ストローク - 57×48.9mm
- 冷却方式 - 水冷
- 始動方式 - セルスターター
- 燃料供給 - 電子式燃料噴射装置（EFI）
- 点火方式 - ELECTRONICS INDUCTIVE
- クラッチ - オートマチック
- ミッション形式 - 無段変速
- オイルタンク容量 - 1.2L
- 乾燥重量 - 130kg
- 車体サイズ - 1910mm×740mm×1190mm
- 燃料タンク容量 - 8L
- Wレンズヘッドライト - フォーカスレンズ55Wハロゲンライト×2、ポジションランプ5W×2
- 装備 - 電子制御ロック付シート、ステアリングロック、イモビライザーシステム、警告音ウィンカー、収納庫付U字ロック（オプション）、WIND SCREEN （H=496ｍｍ）